# Олбани (Оклахома)
Олбани (енгл. Albany) насељено је место без административног статуса у америчкој савезној држави Оклахома.

## Демографија
По попису из 2010. године број становника је 143.
| Група             | 2000.    | 2010.       |
| Белци             | 0 (0,0%) | 118 (82,5%) |
| Афроамериканци    | 0 (0,0%) | 0 (0,0%)    |
| Азијати           | 0 (0,0%) | 0 (0,0%)    |
| Хиспаноамериканци | 0 (0,0%) | 9 (6,3%)    |
| Укупно            | 0        | 143         |